# Blake Mohler
Blake Elizabeth Mohler (* 30. Dezember 1995 in Ocean Springs, Mississippi) ist eine US-amerikanische Volleyballspielerin.

## Karriere
Mohler begann ihre Karriere an der Ocean Springs High School. Dort war sie zunächst auch beim Golf, Basketball, Hochsprung und Dreisprung aktiv. Von 2015 bis 2019 studierte sie an der Purdue University und spielte in der Universitätsmannschaft Boilermakers. 2020 wurde die Mittelblockerin vom deutschen Bundesligisten VfB Suhl Lotto Thüringen verpflichtet.